# Ajman
Ajman (Ujman, Adžman, Udžman; ar. عجمان) jedan je od sedam emirata koji čine Ujedinjene Arapske Emirate. S površinom od svega 260 km2, Ajman je površinom najmanji emirat koji graniči na sjeveru, jugu i istoku s emiratom Sharjah. Glavni grad emirata je istoimeni grad - Ajman.
Smješten uzduž Arapskog zaljeva, Ajman kontrolira i dvije male enklave - Masfut i Manama.  Približno 95% stanovništva ovog emirata živi u gradu Ajmanu. Ajmanom vlada šeik Humaid bin Rashid Al Nuaimi.

## Galerija
- Zračna snimka grada Ajmana